# Cyperus stolonifer
Cyperus stolonifer là loài thực vật có hoa trong họ Cói. Loài này được Retz. mô tả khoa học đầu tiên năm 1786.